# Alain Savary
Alain Savary (ur. 25 kwietnia 1918 w Algierze, zm. 17 lutego 1988 w Paryżu) – francuski polityk i samorządowiec, działacz ugrupowań socjalistycznych, współzałożyciel i w latach 1969–1971 pierwszy sekretarz Partii Socjalistycznej (PS), deputowany, od 1981 do 1984 minister edukacji.

## Życiorys
Kształcił się w Lycée Buffon w Paryżu, następnie studiował w École libre des sciences politiques. W trakcie II wojny światowej w czerwcu 1940 przedostał się do Portsmouth, dołączył do sił zbrojnych Wolnej Francji i został adiutantem admirała Émile Museliera. W latach 1942–1943 zajmował stanowisko gubernatora Saint-Pierre i Miquelon. Po przeszkoleniu wojskowym w Stanach Zjednoczonych powrócił do Europy, od 1943 brał udział w kampaniach wojennych we Włoszech i Francji. Zasiadał w powołanym w 1944 prowizorycznym parlamencie, w połowie lat 40. pełnił funkcję regionalnego komisarza z siedzibą w Angers. Również w 1945 dołączył do Francuskiej Sekcji Międzynarodówki Robotniczej (SFIO).
Był też sekretarzem generalnym francuskiej komisji do spraw Niemiec i Austrii, a w 1947 został dokooptowany do zgromadzenia Unii Francuskiej, w którym zasiadał do 1951. W okresie IV Republiki od 1951 do 1958 sprawował mandat posła do Zgromadzenia Narodowego II i III kadencji. Od lutego do listopada 1956 w rządzie Guya Molleta zajmował stanowisko sekretarza stanu do spraw zagranicznych, odpowiadając za sprawy dotyczące Maroka i Tunezji.
Stał się przeciwnikiem generała Charles’a de Gaulle’a, w 1958 opowiedział się przeciwko jego powrotowi do władzy. W tym samym roku zrezygnował z członkostwa w SFIO. Dołączył do nowo powstałej Autonomicznej Partii Socjalistycznej (PSA), w której do 1960 pełnił funkcję zastępcy sekretarza generalnego. Do 1959 wykonywał mandat deputowanego I kadencji Zgromadzenia Narodowego V Republiki. Po odejściu z parlamentu pracował w sektorze przemysłowym. Pozostał jednocześnie aktywnym politykiem. Od 1960 do 1963 był członkiem biura krajowego Zjednoczonej Partii Socjalistycznej (PSU), rezygnując następnie z członkostwa w tej formacji. Zorganizował później lewicową formację Union des clubs pour le renouveau de la gauche (UCRG), z którą dołączył do Fédération de la gauche démocrate et socialiste (FGDS). Działał na rzecz integracji środowisk niekomunistycznej lewicy. Gdy w lipcu 1969 powstała Partia Socjalistyczna, objął funkcję jej pierwszego sekretarza. W czerwcu 1971 zastąpił go François Mitterrand. W 1973 Alain Savary został posłem V kadencji, reelekcję uzyskiwał w 1978 i 1981. Od 1973 do 1981 był przewodniczącym rady regionu Midi-Pireneje.
W 1981, po objęciu przez François Mitterranda urzędu prezydenta, wszedł w skład nowo powołanego rządu. W maju 1981 został ministrem edukacji, urząd ten sprawował do lipca 1984 w trzech kolejnych gabinetach Pierre’a Mauroy. W 1984 przedstawił projekt ustawy przyznającej władzom lokalnym znaczną kontrolę nad prywatnymi placówkami oświatowymi. Propozycja spotkała się ze znacznym sprzeciwem, m.in. ze strony przedstawicieli szkół katolickich i stowarzyszeń rodziców, skutkiem czego była zwłaszcza masowa demonstracja w Paryżu w czerwcu 1984. Ostatecznie prezydent wycofał się z realizacji tego projektu. Alain Savary, nie mając poparcia ze strony François Mitterranda, złożył rezygnację ze stanowiska ministra. Ostatecznie kryzys ten skutkował dymisją całego rządu. Były lider socjalistów zakończył wówczas swoją długoletnią karierę polityczną.

## Odznaczenia
Oficer Legii Honorowej.